# Эшли, Морис
Мо́рис Э́шли (англ. Maurice Ashley, род. 6 марта 1966, приход Сент-Эндрю, Сарри) — американский шахматист, гроссмейстер (2000), писатель, комментатор и шахматный тренер.
В 1999 году стал первым чернокожим человеком, получившим звание гроссмейстера. Известен как комментатор шахматных событий. Много лет преподавал шахматы. 13 апреля 2016 введён в Зал шахматной славы США.